# SN 1992ax
SN 1992ax – supernowa typu I odkryta 3 września 1992 roku w galaktyce A221027+4502. W momencie odkrycia miała maksymalną jasność 18,50m.